# 安特卫普露脊鲸属
安特卫普露脊鲸属（学名：Antwerpibalaena）是露脊鲸科下的一个属。

## 下属物种
本属包括以下物种：
- 活颈安特卫普露脊鲸 Antwerpibalaena liberatlas Duboys de Lavigerie, Bosselaers, Goolaerts, Park, Lambert & Marx, 2020